# Стоян Володимир Антонович
Володимир Антонович Стоян (15 вересня 1945) — український учений у галузі моделювання складних систем. Доктор фізико-математичних наук, професор. Академік АН ВШ України з 2010 р.

## Життєпис
Народився у с. Маньківка Бершадського району Вінницької області. У 1963 р закінчив Красносільську СШ Бершадського району Вінницької обл. з золотою медаллю, у 1969 р. — механіко-математичний факультет Київського державного університету ім. Т. Г. Шевченка. У 1969—1971 рр. навчався в аспірантурі механіко-математичного факультету Київського державного університету ім. Т. Г. Шевченка.
З 1993 по 1999 р. заст. декана факультету кібернетики КНУ ім. Т. Шевченка, у 1999—2000 доцент кафедри моделювання складних систем, З 2000 р. — професор кафедри моделювання складних систем.
Кандидат фізико-математичних наук (1975), доктор фізико-математичних наук (1999). У 1981 р. здобув вчене звання доцента кафедри моделювання складних систем.

## Наукова діяльність
Сфера наукових інтересів: математичне моделювання динаміки лінійно розподілених просторово-часових процесів в умовах неповноти даних про їх початково-крайовий стан; проблеми керування динамікою лінійно розподілених просторово-часових процесів в умовах неповноти даних про їх початково-крайовий стан; ідентифікаційні методи побудови лінійних, псевдолінійних та нелінійних моделей динаміки розподілених просторово-часових процесів; дослідження динаміки нелінійних просторово-часових систем; програмна реалізація методів математичного моделювання динаміки розподілених просторово-часових систем.
Автор 156 наукових праць. Підготував 4-х кандидатів наук. Відмінник освіти України.

## Наукові ступені, вчені звання, нагороди
2000 р. – професор кафедри моделювання складних систем;
2004 р. – Відмінник освіти України;
2010 р – академік АН Вищої школи України;
2011 р. — лауреат Державної премії України в галузі науки і техніки.

## Публікації
- Стоян В. А. Основи лабораторного моделювання просторово розподілених динамічних систем. Навчальний посібник. – К.: ВПЦ Київський університет, 2017. – 127 с.
- О математических моделях динамики трехмерных упругих тел. Часть I. Тела с непрерывно наблюдаемым начально-краевым состоянием / В В. А. Стоян, С. Т. Даниш //Проблемы управления и информатики. – 2017. – № 2. – С. 37 — 44.
- Про математичне моделювання розв'язку тривимірної задачі динамічної теорії пружності / В. А. Стоян, С. Т. Даниш // Вісник Київського національного університету імені Тараса Шевченка. Серія: Фізико-математичні науки. – 2017. – № 3. – С.7
- Стоян В. А. О задачах управления динамикой неполно опредёленных трехмерных упругих тел. Часть I. Случай непрерывно заданного желаемого состояния // Кибернетика и системный анализ. – 2017. – № 2. – С.7
- Стоян В.А О задачах управления динамикой неполно опредёленных трехмерных упругих тел. Часть II. Случай дискретно заданного желаемого состояния // Кибернетика и системный анализ. – 2017. – № 3. – С.7
- Стоян В. А. О трёхмерных интегральных математических моделях динамики толстых упругих плит. // Кибернетика и системный анализ. – 2017. – № 3. – С.7
- Стоян В. А. Методи математичного моделювання в задачах динаміки товстих пружних плит. Монографія. – К.: ВПЦ Київський університет, 2016. – 277 с.
- Методы псевдоинверсной алгебры в задачах идентификации состояния толстых упругих плит / В. А. Стоян, К. В. Двірничук //Кибернетика и системый анализ. – 2016. – № 3. – 117—129.
- Стоян В. А. Математичне моделювання лінійних, квазілінійних і нелінійних динамічних систем. – К.: ВПЦ Київський університет, 2011. – 320 с.
- Стоян В. А. О некоторых результатах математического моделирования решений задач управления динамикой пространственно пространственно распределенных процессов //Проблемы управления и информатики. – 2015. – № 6. – С. 78 — 88.
- Стоян В. А. О некоторых результатах математического моделирования динамики не полностью наблюдаемых пространственно распределенных систем //Кибернетика и системный анализ. – 2015. – № 5. – С. 79 — 94.
- Математичне моделювання динаміки розподілених просторово-часових процесів / В. В. Скопецький, В. А. Стоян, В. Б. Зваридчук . – К.: Вид-во Сталь, 2009. – 316 с.
- Математичне моделювання прямих та обернених задач динаміки систем з розподіленими параметрами / В. В. Скопецький, В. А. СтоянЮ. Г. Кривонос. – К.: Вид-во Наукова думка, 2001. – 361 с.